# RetroPie
RetroPie nasce con l'obiettivo di trasformare un Raspberry Pi o un PC in una macchina da gioco retrò. Si basa sul sistema operativo Raspberry Pi OS (già Raspbian), EmulationStation, RetroArch e altri progetti open source che consentono di emulare le console domestiche del passato e i giochi classici per PC riducendo al minimo le operazioni di configurazione.
È possibile utilizzare Retropie sia scaricando l'immagine SD di RetroPie che installandolo su un sistema esistente.
Le piattaforme supportate sono Raspberry Pi, Odroid e PC. ed è rilasciato sotto licenza GPL.

## Emulatori disponibili
RetroPie permette di emulare diversi sistemi tra cui:
- 8-bit: NES, Famicom, Game Boy, Game Boy Color
- 16-bit: Super Nintendo, Sega Mega Drive/Genesis, Game Gear, PC Engine
- 32-bit e oltre: PlayStation, Nintendo 64, Sega Saturn, Dreamcast
- Altre: Atari 2600, Atari 7800, Commodore 64, Amiga, e molte altre.
- Nintendo: Game Boy Advance, Nintendo DS
- Sega: Game Gear
- Sony: PlayStation Portable (PSP)
- MS-DOS: DOSBox
- Amiga: Amiberry
- Atari ST: Haze
- Apple II: AppleWin
- MAME: Emulatore multi-sistema per giochi arcade

## Storico Rilasci
Oltre alle versioni principali, vengono rilasciate anche numerose versioni intermedie (ad esempio, 4.7.1 ecc.) per correggere bug e introdurre piccole migliorie.
| Versione | Data di rilascio  | Novità introdotte                     |
| -------- | ----------------- | ------------------------------------- |
| 4.8      | 14 marzo 2022     | Basata su Raspberry Pi OS Lite Buster |
| 4.7.1    | 4 novembre 2020   |                                       |
| 4.7      | 2 novembre 2020   |                                       |
| 4.6      | 28 aprile 2020    | Supporto a Raspberry Pi 4             |
| 4.5.1    | 30 luglio 2019    |                                       |
| 4.5      | 3 luglio 2019     |                                       |
| 4.4      | 14 aprile 2018    |                                       |
| 4.3      | 21 settembre 2017 |                                       |
| 4.2      | 20 marzo 2017     |                                       |
| 4.1      | 5 novembre 2016   |                                       |
| 4.0.2    | 30 agosto 2016    |                                       |
| 4.0      | 19 agosto 2016    |                                       |
| 3.8.1    | 4 giugno 2016     |                                       |
| 3.8      | 27 maggio 2016    |                                       |
| 3.7      | 14 aprile 2016    |                                       |
| 3.6      | 1 marzo 2016      |                                       |
| 3.5      | 6 febbraio 2016   |                                       |
| 3.4      | 19 gennaio 2016   |                                       |
| 3.3      | 21 dicembre 2015  |                                       |
| 3.2.1    | 28 ottobre 2015   |                                       |
| 3.2      | 26 ottobre 2015   |                                       |
| 3.1      | 6 ottobre 2015    |                                       |
| 3.0      | 11 agosto 2015    |                                       |
| 2.6.0    | 17 febbraio 2015  |                                       |
| 2.5.0    | 7 febbraio 2015   |                                       |
| 2.4.2    | 17 gennaio 2015   |                                       |
| 2.4.1    | 11 gennaio 2015   |                                       |
| 2.4      | 6 gennaio 2015    |                                       |
| 2.3      | 20 luglio 2014    |                                       |
| 2.2      | 5 luglio 2014     |                                       |
| 2.1      | 29 giugno 2014    |                                       |
| 2.0      | 29 maggio 2014    |                                       |
| 1.10.1   | 2 dicembre 2013   |                                       |
| 1.9.1    | 12 novembre 2013  |                                       |
| 1.9      | 6 novembre 2013   |                                       |
| 1.8.1    | 13 settembre 2013 |                                       |
| 1.8      | 4 settembre 2013  |                                       |
| 1.7      | 14 luglio 2013    |                                       |
| 1.6.1    | 12 giugno 2013    |                                       |
| 1.6      | 5 giugno 2013     |                                       |
| 1.5      | 5 maggio 2013     |                                       |
| 1.4.1    | 17 aprile 2013    |                                       |
| 1.4      | 7 aprile 2013     |                                       |
| 1.3      | 7 marzo 2013      |                                       |
| 1.2.1    | 25 febbraio 2013  |                                       |
| 1.2      | 20 febbraio 2013  |                                       |
| 1.1      | 10 febbraio 2013  |                                       |